# Batrachotetrix peringueyi
Batrachotetrix peringueyi är en insektsart som beskrevs av Henri Saussure 1888. Batrachotetrix peringueyi ingår i släktet Batrachotetrix och familjen Pamphagidae. Inga underarter finns listade i Catalogue of Life.